# Эрнст, Рудольф
Рудольф Эрнст (нем. Rudolf Ernst; 14 февраля 1854[…], Вена — 19 февраля 1932, Фонтене-о-Роз) — австрийский художник-ориенталист, работавший во Франции. 

## Биография
Родился в 1854 году в Вене в семье архитектора, представителя неоготики Леопольда Эрнста. В возрасте 15 лет поступил в Венскую академию художеств, где его наставниками были Август Айзенменгер и Ансельм Фейербах. В период обучения в Академии совершил продолжительную поездку в Рим, где изучал и копировал произведения старых мастеров. 
В 1876 году Рудольф Эрнст поселился в Париже. Его соученик по Венской академии Людвиг Дойч перебрался туда годом ранее. В 1880 году, после кончины Ансельма Фейербаха, во Францию переехал их третий товарищ — Жан-Батист Дискарт. В Париже Дойч, Дискарт и Эрнст посвятили себя ориентальной живописи, со временем выработав свой узнаваемый стиль. В разные годы Эрнст посетил Марокко, Египет, Стамбул, где черпал вдохновение для создания жанровых сцен с восточным колоритом. Также Рудольф Эрнст посетил Испанию. 
В 1905 году Эрнст переехал в пригород Парижа Фонтене-о-Роз, где открыл мастерскую по производству фаянсовой плитки с восточными мотивами. При мастерской имелся магазин. В этот период Эрнст вёл образ жизни затворника в доме, который украсил в османском стиле.
Помимо восточных, писал костюмные жанровые и мифологические сцены. 
О последних годах жизни Эрнста сохранилось сравнительно мало сведений.
Скончался Эрнст в 1932 году в Фонтене-о-Роз (по другим данным — в Париже).

## Галерея

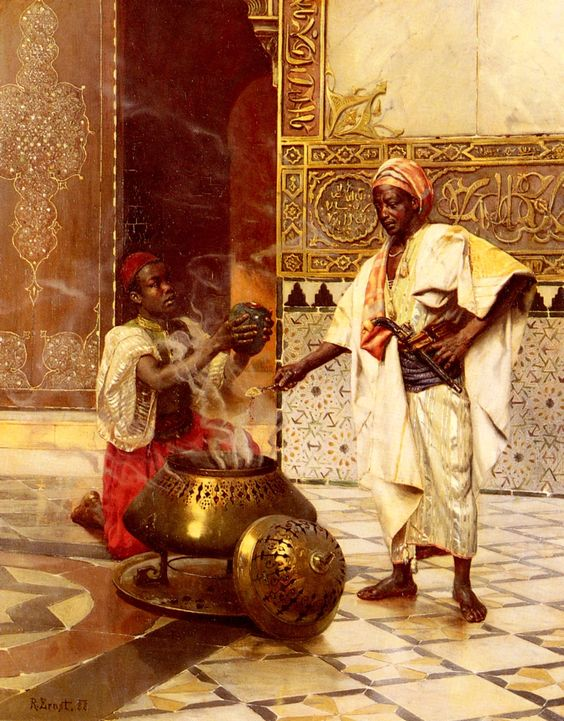
Двое мавров около жаровни
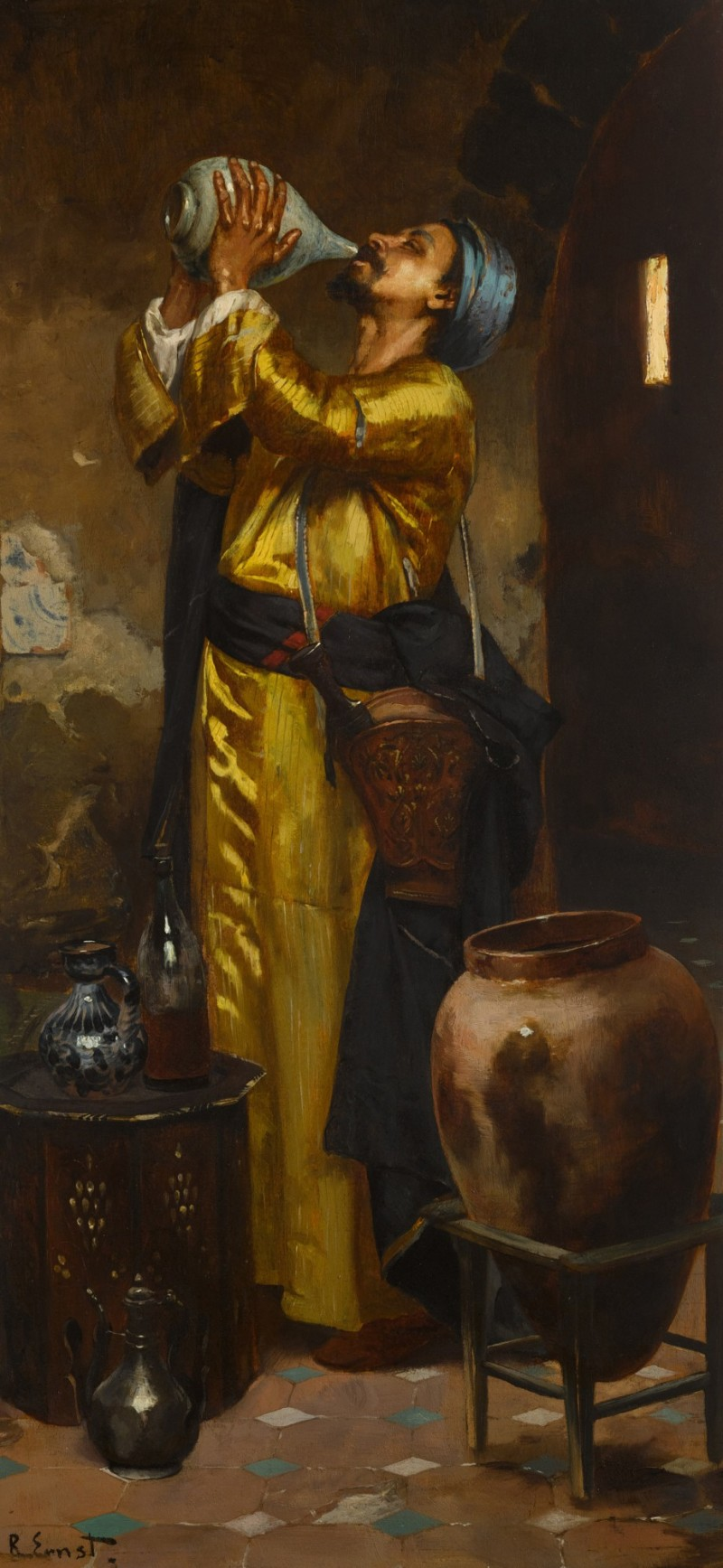
Утоление жажды
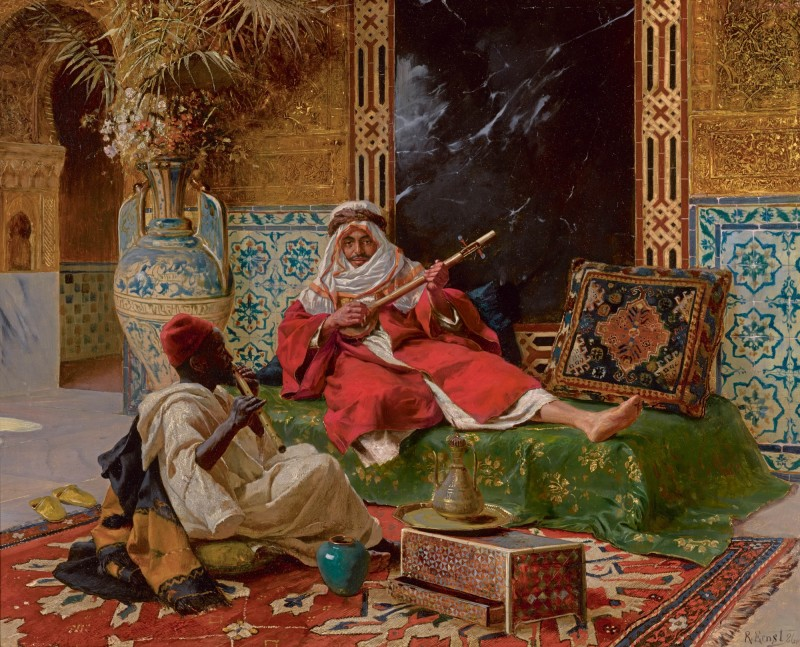
Музицирование
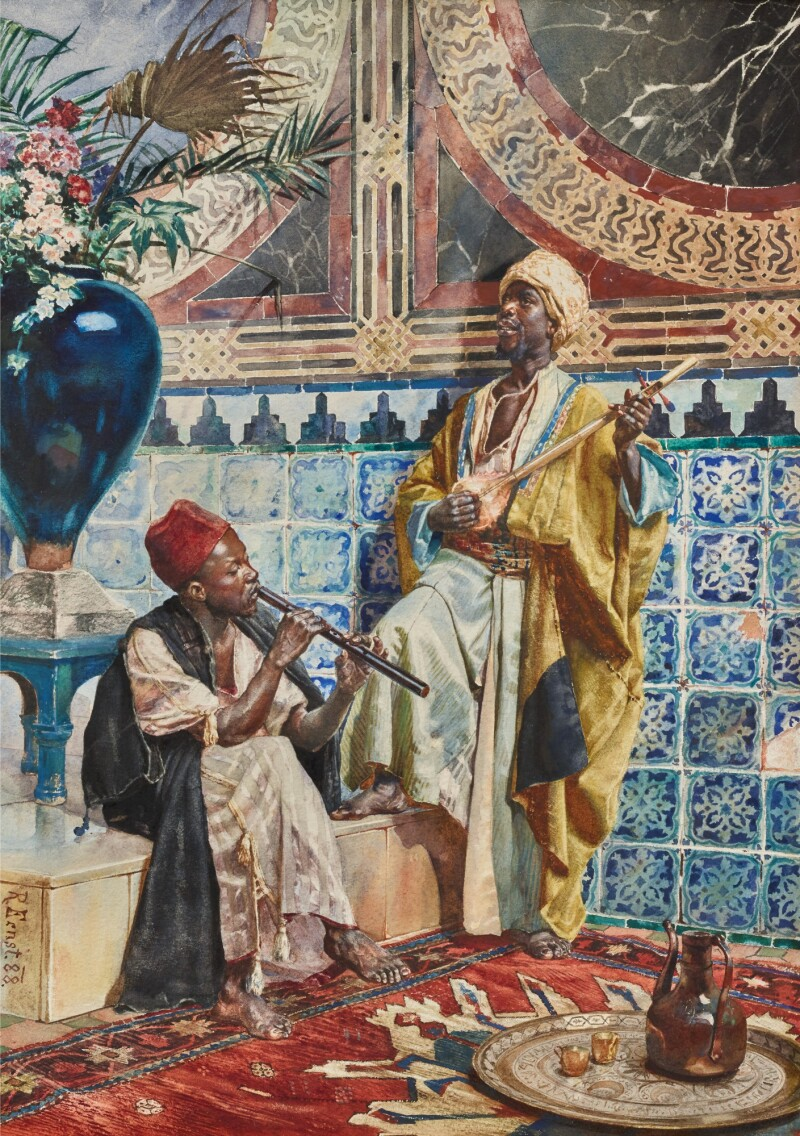
Мавританские музыканты
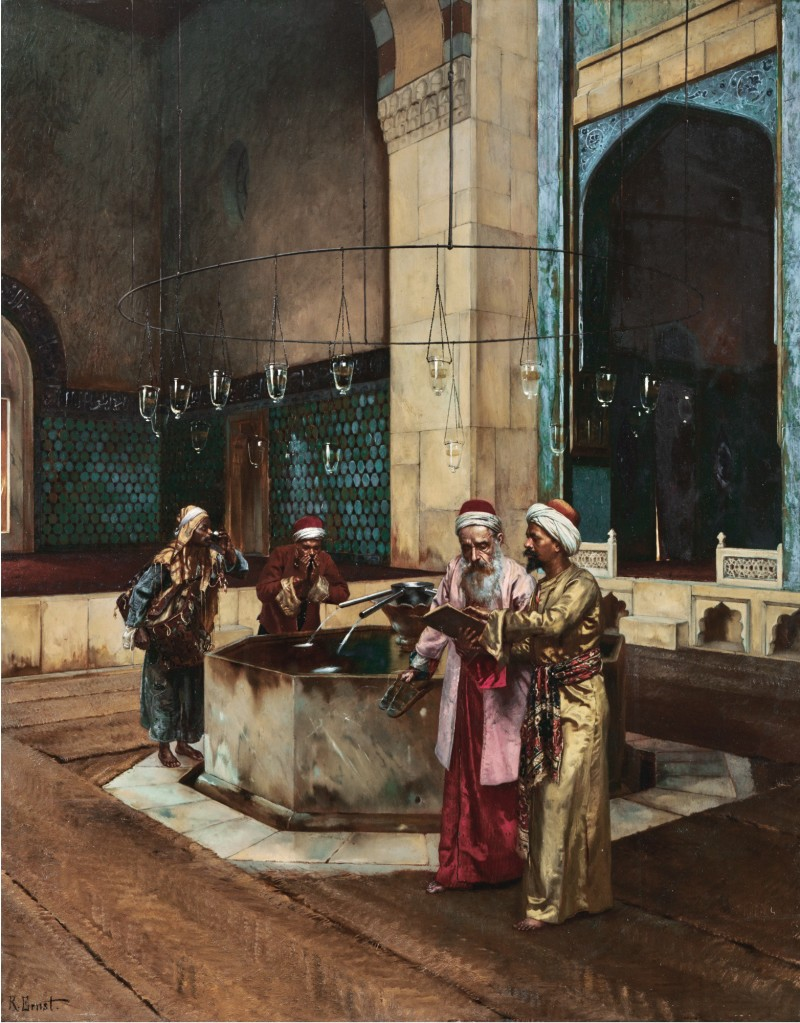
После молитвы (сцена у фонтана)
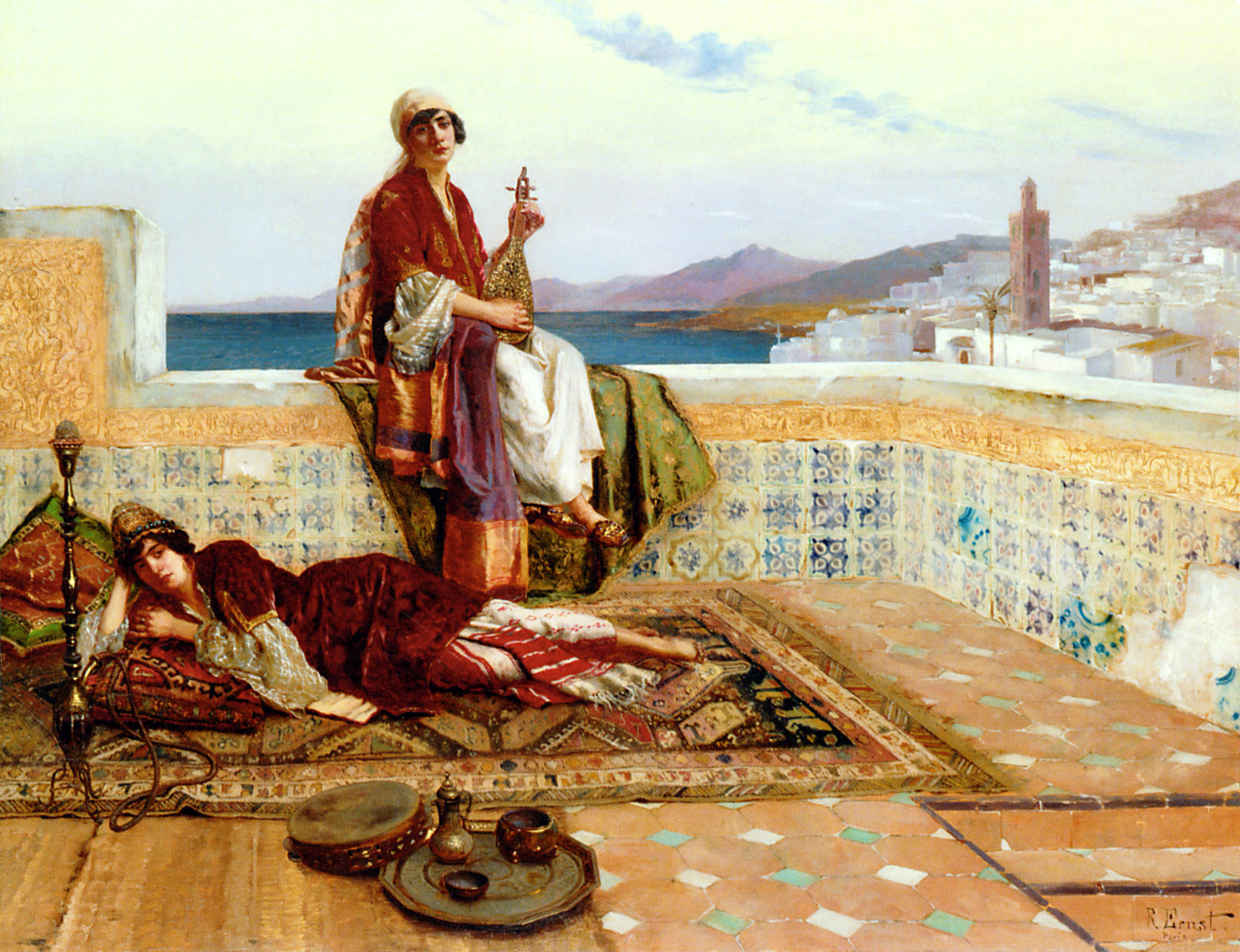
Женщины Танжера
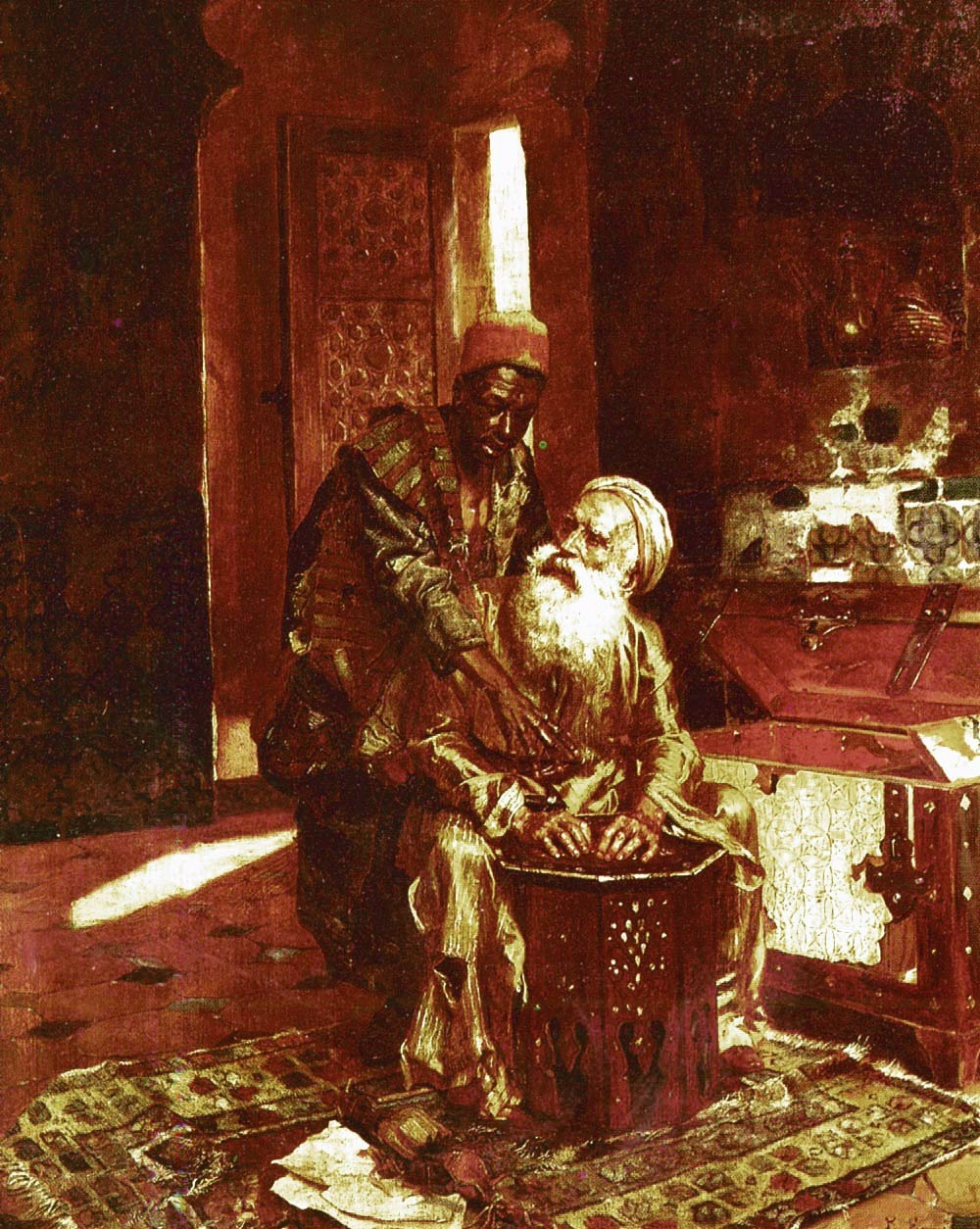
Меняла
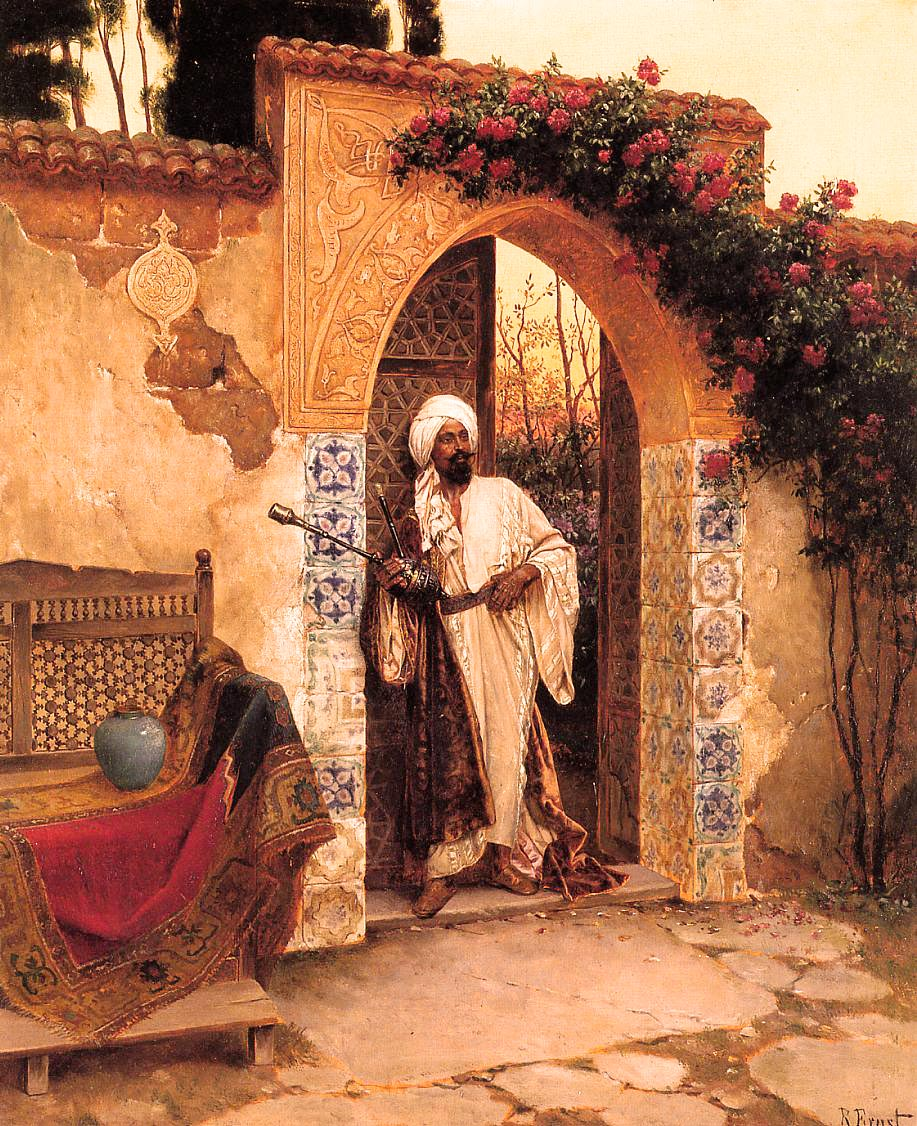
У входа в сад
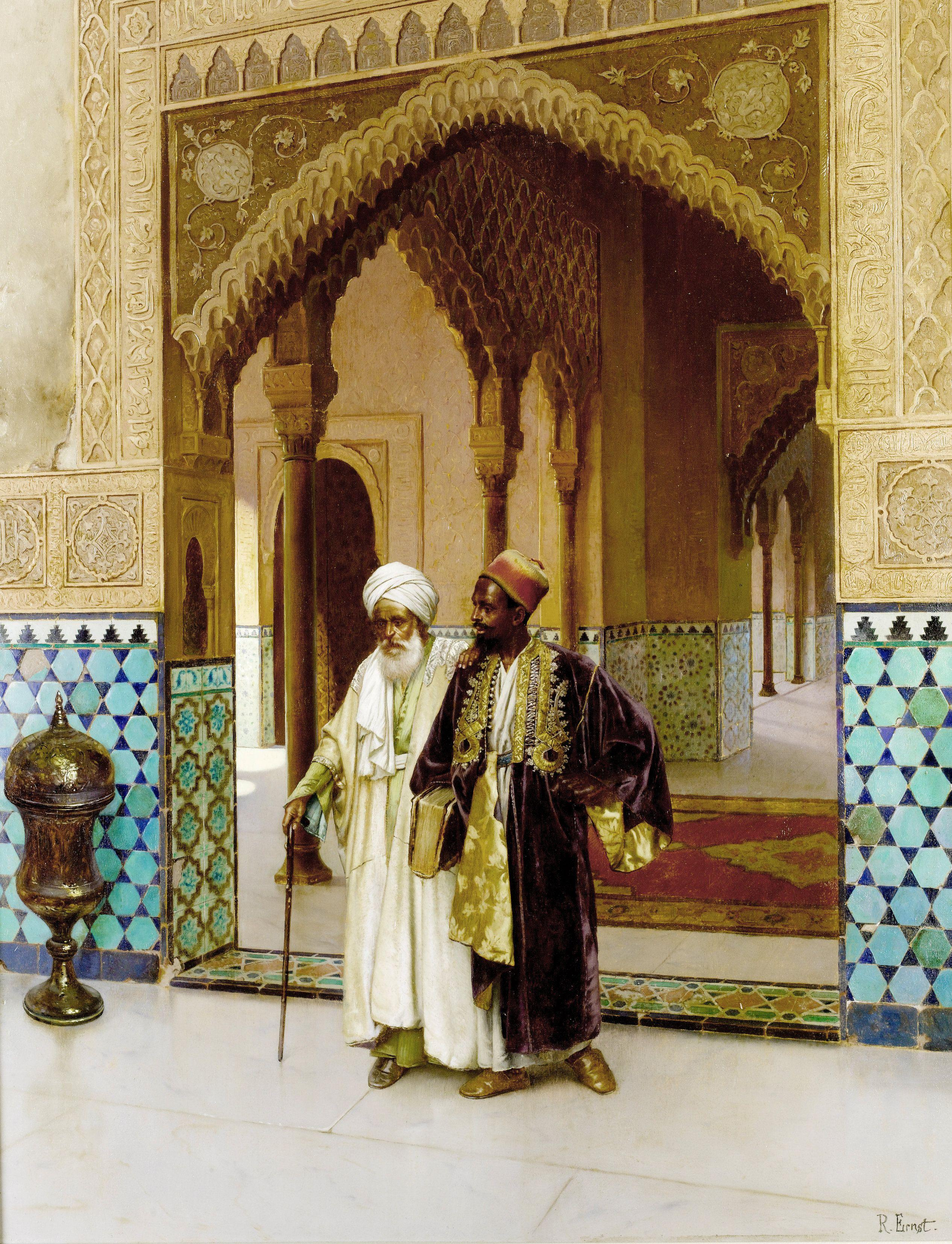
После молитвы
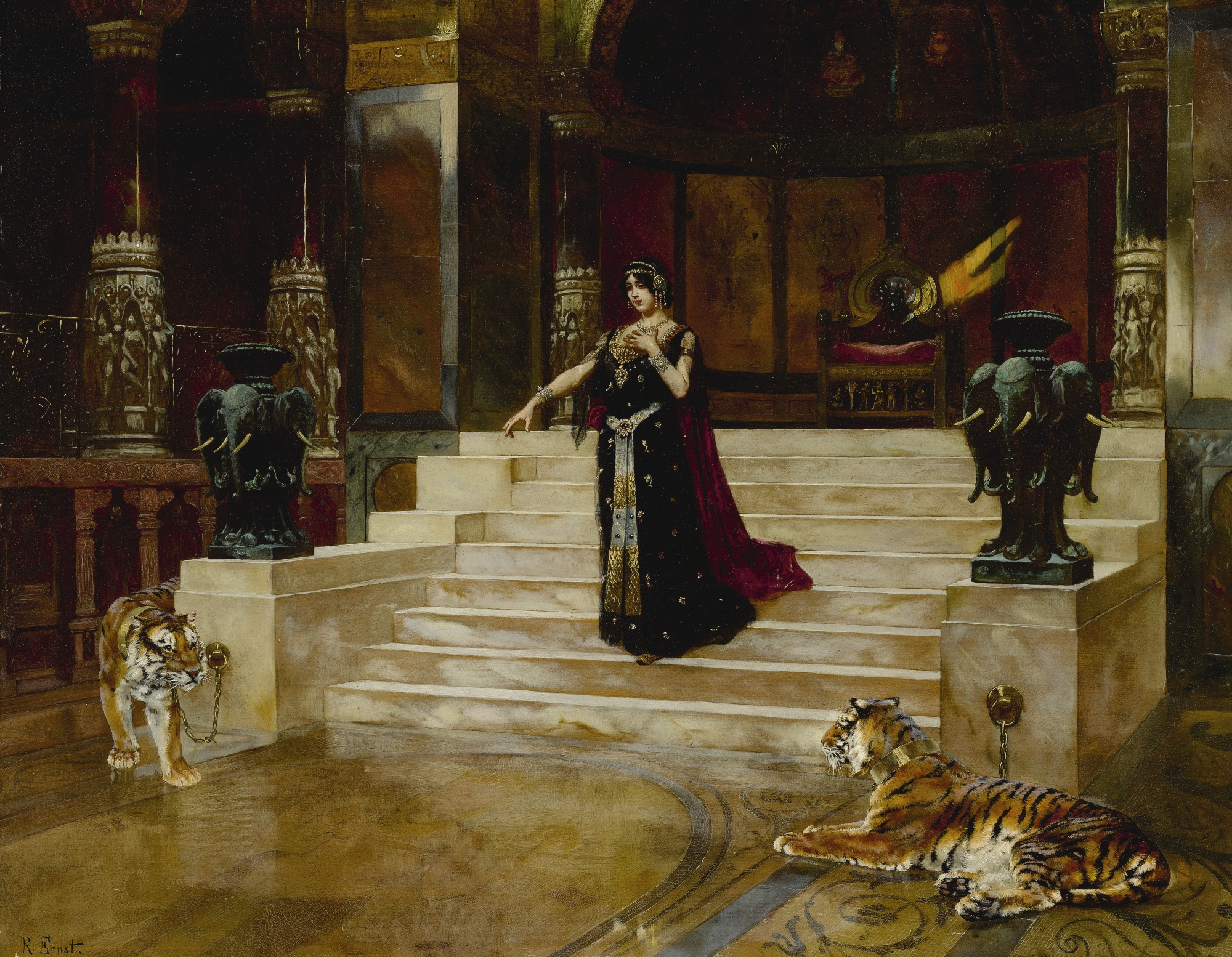
Саломея и тигры
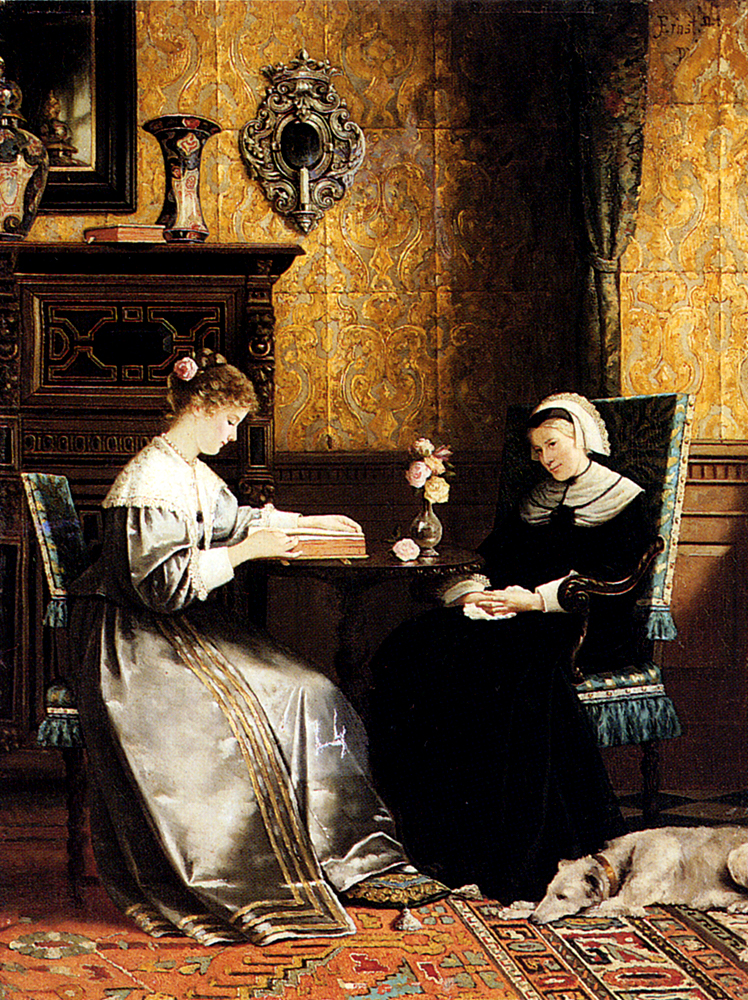
Чтение книги
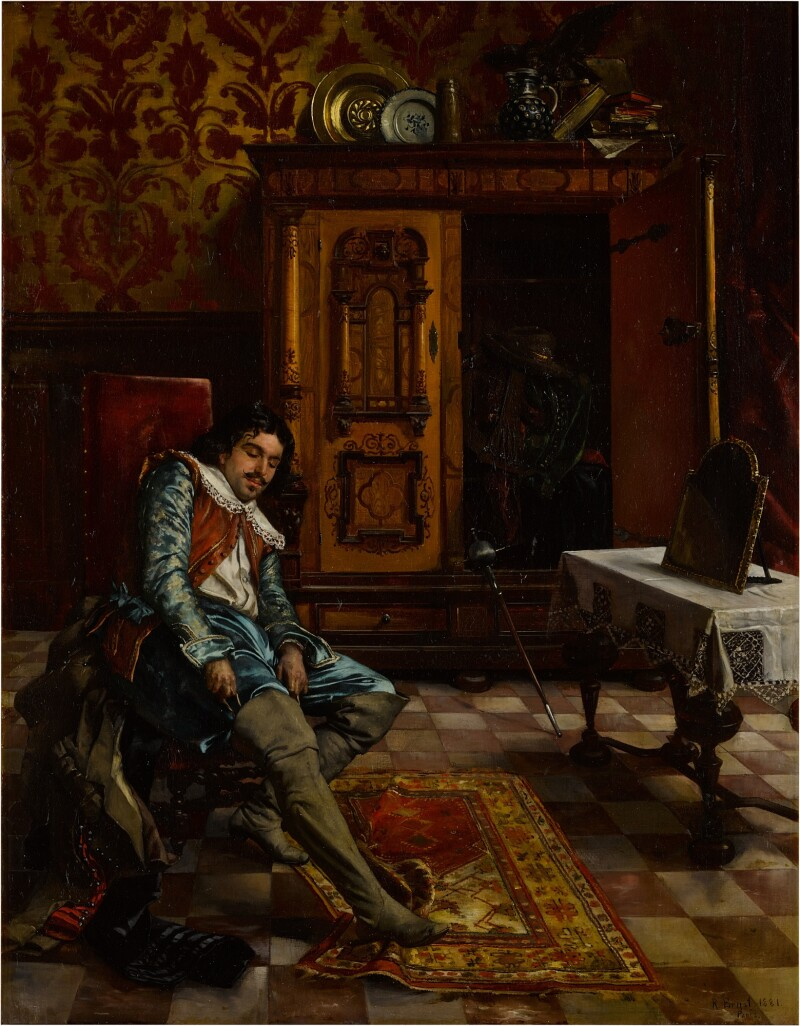
Жанровая сцена